# 充氣緩衝材

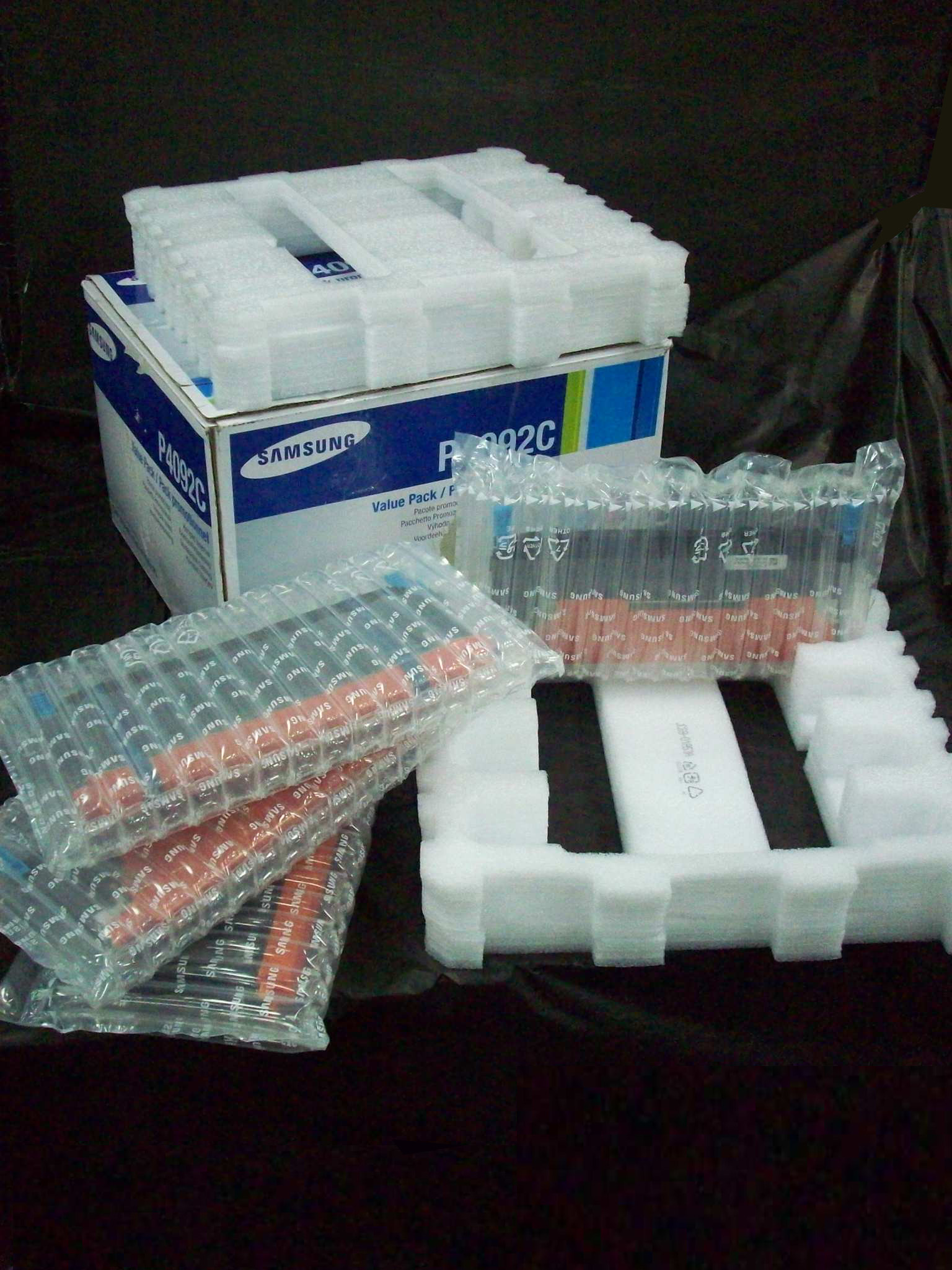
三星碳粉匣所用之包裝

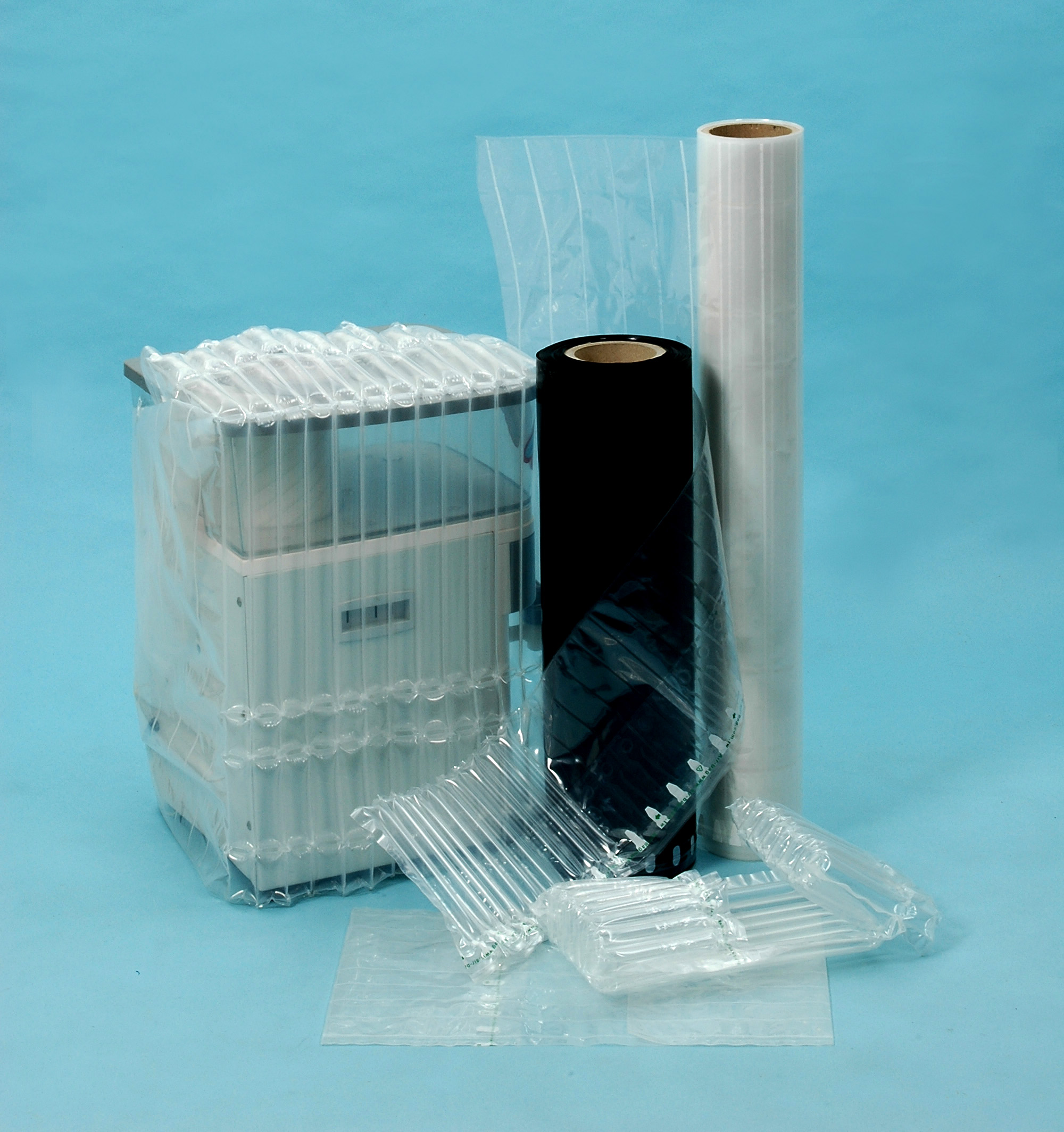
充氣緩衝材料的應用

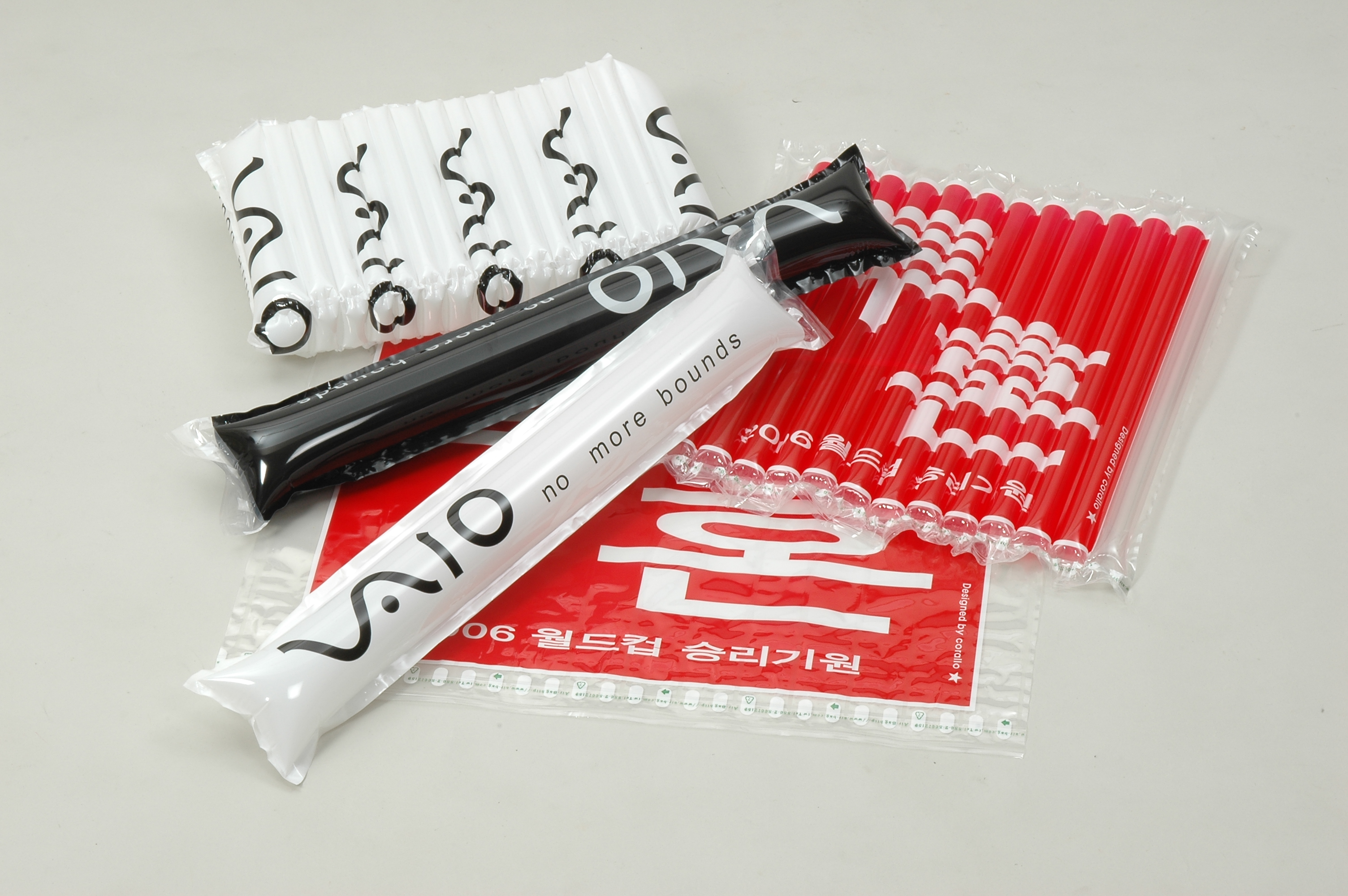
充氣緩衝材作為加油棒、舉牌和座

充氣緩衝材（英語：inflatable air cushion）於軟質塑膠的密封體內充滿氣體，具有緩衝作用，多用於物流。

## 簡介
氣體緩衝材屬於一種緩衝材，主要作為包裝緩衝使用。目前氣體緩衝材主要有兩類，其差異在於注入氣體的方式，氣體直接灌入袋內後隨即密封為一種；氣體經由一稱為止氣閥膜之裝置注入密封體內為一種。

## 歷史
- 2002年以前充氣裝置因係單一止氣閥膜[1]，但不管氣囊如何展開，氣體因氣道都相通故一有破洞氣就洩光，因此不具工業性。
- 2002年出現單一充氣緩衝材內同時存在複數個獨立密閉的氣室[2]，每一個氣室都有一個獨立的止氣閥膜，這種結構使得充氣緩衝材在單一氣室遭受破損的情況之下依然還有其他氣室能夠提供緩衝保護。
- 2006年出現以單一入氣口於充氣時對複數個止氣閥同時開啟的結構[3]，提升了這種結構的充氣效率，從而具有工業性。